# A-Z
A-Z è il primo album da solista del musicista inglese Colin Newman, pubblicato nell'ottobre 1980 dalla Beggars Banquet Records.

## Il disco
Colin Newman, ex studente d'arte, fondò nel 1976 insieme a Bruce Gilbert quelli che poi sarebbero diventati - in seguito all'ingresso di Graham Lewis e Robert Gotobed - i Wire, coi quali pubblicò tre album in studio: Pink Flag (1977), Chairs Missing (1978) e 154 (1979), tutti considerati pietre miliari della new wave inglese.
Finita l'avventura coi Wire, Colin Newman realizzò questo disco avvalendosi sempre della produzione di Mike Thorne (che aveva prodotto i tre dischi citati sopra) e della presenza alla batteria di Gotobed, riproponendo uno stile musicale non molto lontano da quello di 154, tanto da essere considerato da diversi critici come naturale prosecuzione della discografia del gruppo inglese.
B e Inventory vennero pubblicati come singoli tra il 1980 e il 1981, mentre Alone è presente nella colonna sonora del film Il silenzio degli innocenti.

## Tracce
1. I've Waited Ages – 5:05
2. & Jury – 2:47
3. Alone – 3:57
4. Order For Order – 2:44
5. Image – 4:18
6. Life On Deck – 3:12
7. Troisieme – 4:09
8. S-S-S-Star Eyes – 2:09
9. Seconds To Last – 7:07
10. Inventory – 2:11
11. But No – 3:06
12. B – 2:58

## Formazione
- Colin Newman - chitarra, voce, immagine di copertina
- Desmond Simmons - basso, chitarra
- Mike Thorne - sintetizzatori, tastiere, produzione
- Robert Gotobed - batteria
- Charles Burnet - clarinetto su "Troisieme"